# 使用 (法律)
使用（しよう）とは、道具を使う（役立たせること）である。また、賃金を支払い、または権限によって他人を労務に就かせることもいう。前者は利用ともいい、本項では前者、特に法律における使用を解説する。後者は雇用を参照。

## 法律における使用

### 民法における使用
民法において使用とは、物を毀損せず、その性質によって定まる用法に従い、自己の用に供することをいう。収益、処分に対応し、民法206条に所有者は法令の制限内において自由にその所有物を使用する権利を持つと書かれている。原則として有体物を対象とする。

### 公法における使用
公法においては、特定の公共事業のために事業者が他人の所有する土地の使用権を行使することで、他人の財産権を制限すること。前述の民法の使用と区別して公用使用ともいう。収用とともに公権力の発動する行政作用である。

### 著作権法における使用
著作権法においては、使用は単に著作物を享受することを表し、利用は、著作権法22条以降に基づく複製や公衆送信などの支分権などの行為を表し、ニュアンスが大きく異なる。これに従うと、利用は許可がいるが、使用には許可が必要ない。

## 参考資料
- 法令用語事典（学陽書房、ISBN 4-313-11308-8）